# Галагах (Исмаиллинский район)
Галагах, Калагах, Калагях, Калагя, Калага (азерб. Qalagah) — село и муниципальное образование в Исмаиллинском районе Азербайджана. Расположено в 28 км на юго-запад от районного центра на склоне горы Аджиноур.

## Этимология
Топоним имеет иранское происхождение. Идентичные топонимы встречаются в Губинском и Шабранском районах Азербайджана.

## Описание
Население деревни составляет 991 человек. Основное занятие — земледелие и скотоводство. В селе работают школа, библиотека и медицинский пункт. Автомобильный транспорт связывает Галагах с соседними сёлами Ивановка, Гаджыгатамли, Ушталь и районным центром Исмаиллы.

## История

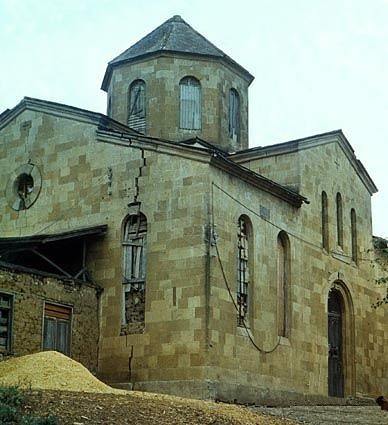
Армянская церковь в селе

Согласно данным издания «Административное деление АССР», подготовленным в 1933 году Управлением народно-хозяйственного учёта Азербайджанской ССР (АзНХУ), по состоянию на 1 января 1933 года село Калагя входило в Калагинский сельсовет Исмаиллинского района Азербайджанской ССР. Население составляло 361 человек в 88 хозяйствах, среди которых было 180 мужчин и 181 женщина. Национальный состав сельсовета, к которому относилось село Калагя, состоял из тюрок (азербайджанцев) — 54,8 % и армян — 39,6 %.
До 1988 года село Калага было населено преимущественно армянами. Наряду с 24 другими сёлами района оно принадлежало к области, называемой в армянской историографии Бун Алуанк. Их основали в XIV—XV веках беженцы из Карабаха. К 1914 году население деревни достигло почти 2500 человек. Была построена школа на 400 учеников и деревянная церковь, которая после пожара 1893 года была заменена каменной. Но в 1918 году села достигли турецкие войска и устроили резню.
После установления советской власти часть армян вернулась в село и начала его восстановление. В память о жертвах геноцида был установлен памятник.
После сумгаитских событий село оказалось в блокаде, начались перебои с газом и электричеством, был затруднён выезд из села. А 6 декабря 1988 года армяне были вынуждены покинуть родные дома и направиться к границе с Арменией, которую пересекли в тот же день.

## Археологические находки
В 1899 году во время земляных работ поблизости от села была обнаружена серебряная тарелка диаметром 24 см. На тарелке изображена нереида, едущая верхом, которую окружают тритоны и купидоны. Основываясь на дехнике изображения и художественных характеристиках стила, тарелка датирована II или III веком и отнесена к древнеримской торевтике. Предположительно тарелка попала в эту местность в качестве товара из Кавказской Албании либо как дар римских императоров. Артефакт был отправлен в Имперскую археологическую комиссию, а затем передан на хранение в музей Эрмитажа.
Около села обнаружено древнее поселение датируемое I или II веком. Площадь поселения оценивается в 30 га. Во время раскопок поселения в 1938 году В. А. Пахомовым были обнаружены золотые серьги с рубинами, датированные началом нашей эры. Для кувшинных погребений Азербайджана подобная находка встретилась впервые. Кроме того, в захоронениях были обнаружены глиняные сосуды и железные, бронзовые, серебряные, золотые и стеклянные украшения.
Помимо этого, в районе села находятся руины крепости V—VII веков.